# گورام گدخائوری
گورام گدخائوری (انگلیسی: Guram Gedekhauri؛ زادهٔ ۲۴ اکتبر ۱۹۶۳) کشتی‌گیر فرنگی اهل اتحاد جماهیر شوروی است.
وی در مسابقات کشوری و بین‌المللی در مجموع برندهٔ ۱ مدال طلا شده‌است.